# رباط البرير (السبرة)

تعديل مصدري - تعديل

رباط البرير هي إحدى قرى عزلة زبيد بمديرية السبرة التابعة لمحافظة إب، بلغ تعداد سكانها 383 نسمة حسب تعداد اليمن لعام 2004.